# Adjutant (Schiff, 1937)
Die Adjutant war ein zum Minenschiff umgerüsteter ehemaliger norwegischer Walfänger der deutschen Kriegsmarine.

## Vorgeschichte
Mitte Januar 1941 brachte der deutsche Hilfskreuzer Pinguin im Südlichen Ozean zwei Walkocher, ein Versorgungsschiff (das ehemalige Fabrikschiff Solglimt) und elf Fangboote südwestlich der Bouvetinsel auf, darunter am 14. Januar das norwegische Walfangboot Pol IX. Von der Pinguin als „zweites Auge“ zurückgehalten, wurde Pol IX in Adjutant umbenannt unter Leutnant zur See Hemmer in Dienst gestellt und zusammen mit der Alstertor zu den Kerguelen geschickt, welche als Treffpunkt im Indischen Ozean dienten, als diese Tanker für Minenoperationen suchte. Nach der Versenkung der Pinguin am 8. Mai 1941 verlor die Adjutant ihr Mutterschiff und wurde an den Hilfskreuzer Komet abgegeben. So übernahm die Komet die Patenschaft des Spähschiffes und traf sich am 21. Mai mit der Adjutant. Das Walfangboot wurde daraufhin vom 24. bis 28. Mai auf See zum Hilfsminenleger umgebaut. Adjutant erhielt dabei die 6,0-cm-L/18-Bootskanone, welche auf der Komet als Anhaltekanone diente. Die Kanone wurde auf der Back anstelle der Harpunenkanone aufgestellt. Weiter kamen zwei 2-cm-Flak, welche auf der Ragintane erbeutet wurden, ein englisches Entfernungsmessgerät, ebenfalls von der Ragintane, und 20 südgepolte Minen vom Typ TMB an Bord. Des Weiteren wurden Öl, Wasser und Proviant aufgefüllt, sowie die Maschine und Ruderanlage überholt. Die Arbeiten wurden durch das Stammpersonal der Komet durchgeführt, während die eigene Besatzung zur Erholung auf die Komet eingeschifft wurde. Auch wurden dabei zwei Mann des Maschinenpersonals ausgetauscht sowie drei weitere Minenspezialisten der Besatzung hinzugefügt.

## Einsatz
Am 28. Mai 1941 bekam die Adjutant den schriftlichen Operationsbefehl und wurde von der Komet in Höhe südlich Neuseeland geschleppt. Am 11. Juni steuerte die Adjutant, nunmehr unter Oberleutnant zur See Karsten, als japanischer Walfänger getarnt nach Neuseeland. Nach erfolgtem Minenlegen bei 
Lyttelton und Wellington traf sie sich am 1. Juli 1941 wieder mit der Komet.

## Bilder vom Einsatz

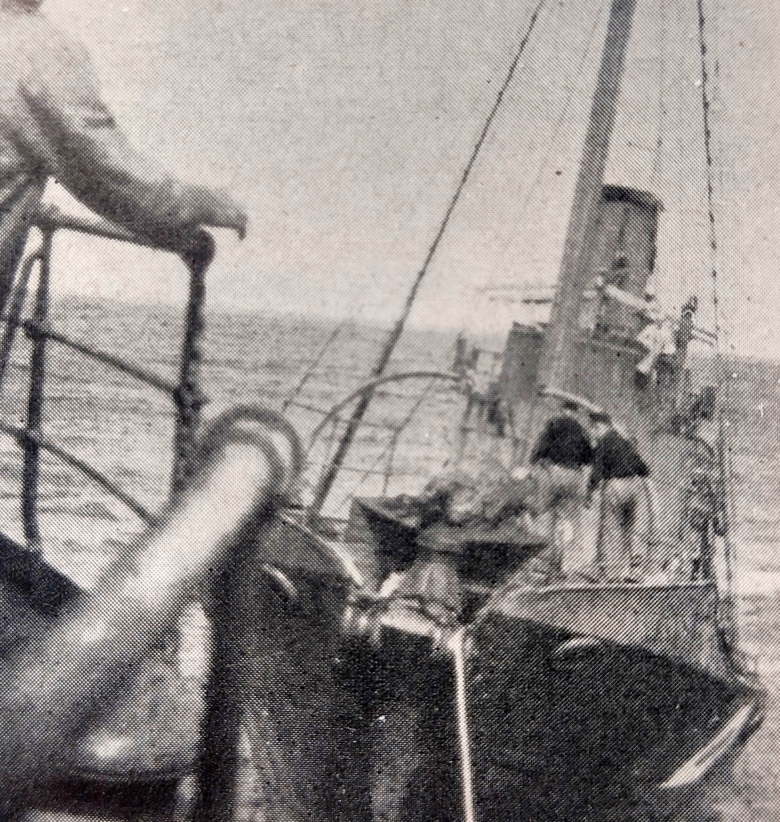
Adjutant im Schlepptau

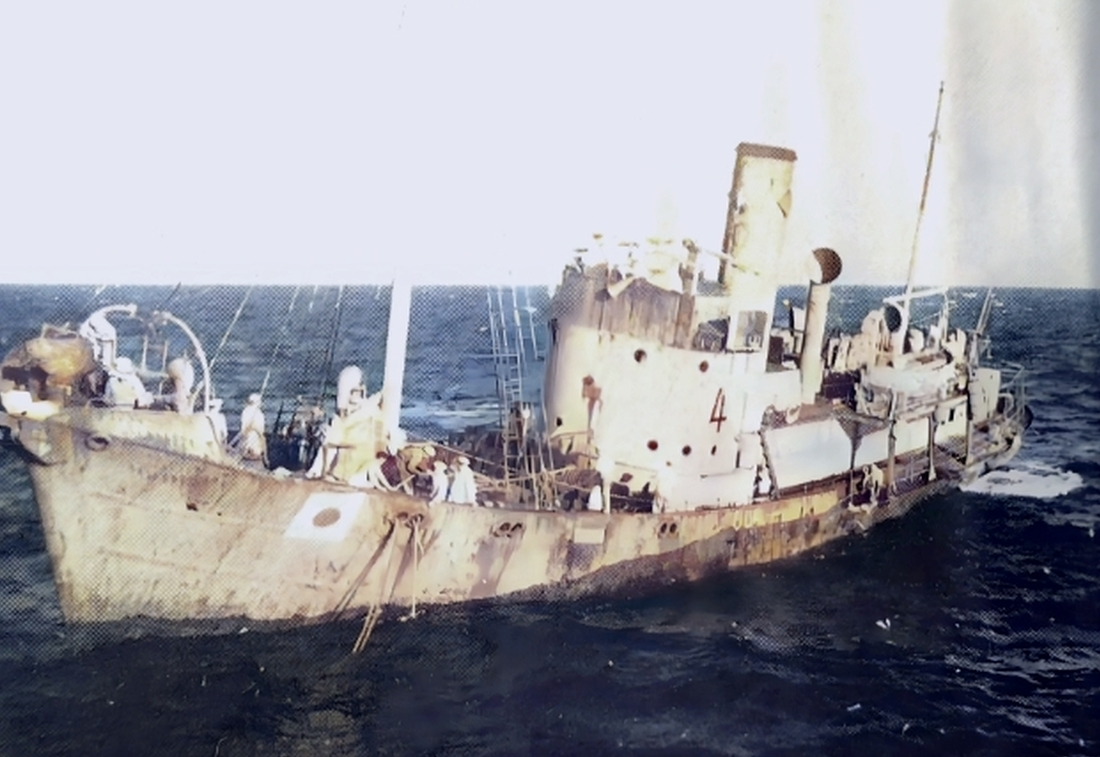
Adjutant nach der Minenoperation

## Verbleib
Aufgrund der Einstufung des Kommandanten, dass die Maschinen der Adjutant nicht mehr verwendungsfähig waren, wurde der Hilfsminenleger nach einer Rückmontage der Ausrüstung vom Hilfskreuzer Komet noch am 1. Juli 1941 durch 2-cm- und 3,7-cm- sowie drei 15-cm-Granaten und zusätzlicher Öffnung des Bodenventils nahe der Chathaminseln auf 41° 36′ 0″ S, 173° 7′ 0″ W versenkt.